# الإسلام في جزر توركس وكايكوس
إن غالبية سكان جزر توركس وكايكوس مسيحيون. ولكن هناك حوالي 51 مسلما يعيشون فيها.